# Countesthorpe
Countesthorpe è un paese di 6 393 abitanti della contea del Leicestershire, in Inghilterra.